# Fausta Labia

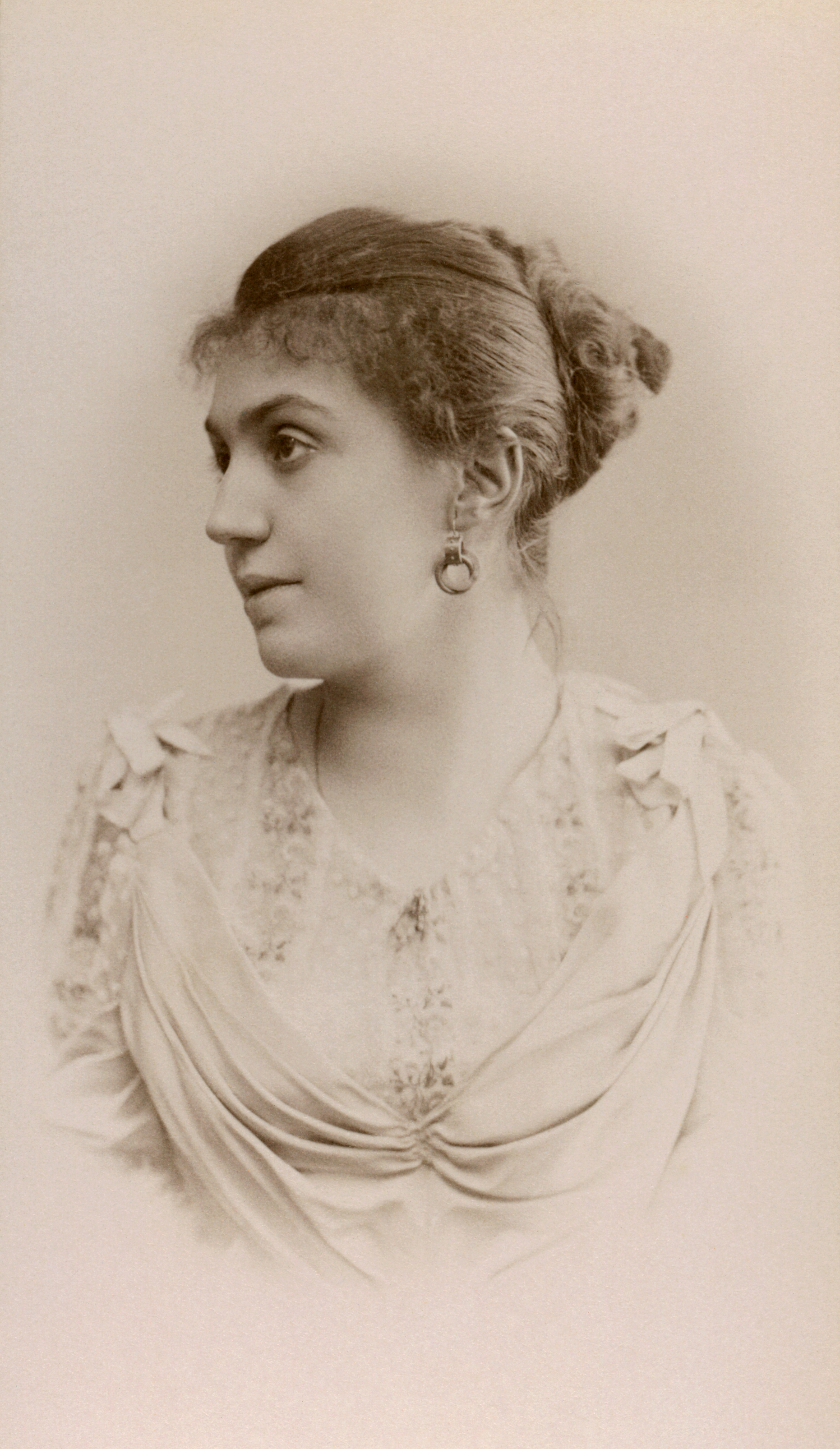
Fausta Labia nel 1893

Fausta Labia (Verona, 3 aprile 1870 – Roma, 6 ottobre 1935) è stata un soprano italiano, sorella maggiore della più famosa Maria Labia.

## Biografia
Era figlia del conte Gianfrancesco e di Cecilia Dabalà. La madre era una maestra di canto di seconda generazione in quanto anche la nonna era stata una cantante e poi maestra di canto.
Le poche fonti esistenti sono discordanti sulla sua vera data di nascita, ma sua sorella scrisse che aveva dieci anni più di lei.
Studiò con la madre e si perfezionò poi con il soprano Maria Spezia Aldighieri. Nel 1907 sposò il tenore Emilio Perea, ma dopo quattro anni divorziarono e questo evento pose fine alla sua carriera di cantante d'opera.
Debuttò nella sua città natale, nella stagione 1892-93, nel ruolo di Isabella nell'opera Roberto il diavolo di Giacomo Meyerbeer. Dal 1893 al 1895 cantò a Stoccolma interpretando ruoli da opere di Meyerbeer, Leoncavallo, Mascagni e Mozart, tra gli altri. Dopo l'esperienza scandinava cantò a Lisbona e quindi rientrò in Italia esibendosi a Torino e Roma. Nella città eterna lasciò le scene e si dedicò all'insegnamento del canto. Morì nella stessa città nel 1935.
Dal suo breve matrimonio nacque la figlia Gianna Perea-Labia divenuta anch'essa una cantante lirica.

## Repertorio
| Ruolo            | Titolo                          | Autore      |
| ---------------- | ------------------------------- | ----------- |
| Adalgisa         | Norma                           | Bellini     |
| Elena Margherita | Mefistofele                     | Boito       |
| Ricke            | Germania                        | Franchetti  |
| Fedora Romazoff  | Fedora                          | Giordano    |
| Nedda            | Pagliacci                       | Leoncavallo |
| Santuzza         | Cavalleria rusticana            | Mascagni    |
| Suzel            | L'amico Fritz                   | Mascagni    |
| Iris             | Iris                            | Mascagni    |
| Sita             | Il re di Lahore                 | Massenet    |
| Isabella         | Roberto il diavolo              | Meyerbeer   |
| Valentina        | Gli ugonotti                    | Meyerbeer   |
| Donna Anna       | Don Giovanni                    | Mozart      |
| Gioconda         | La Gioconda                     | Ponchielli  |
| Manon Lescaut    | Manon Lescaut                   | Puccini     |
| Mimì             | La bohème                       | Puccini     |
| Floria Tosca     | Tosca                           | Puccini     |
| Leonora          | Il trovatore                    | Verdi       |
| Violetta Valéry  | La traviata                     | Verdi       |
| Amelia           | Un ballo in maschera            | Verdi       |
| Aida             | Aida                            | Verdi       |
| Desdemona        | Otello                          | Verdi       |
| Elisabeth        | Tannhäuser                      | Wagner      |
| Elsa di Brabante | Lohengrin                       | Wagner      |
| Siglinda         | La Valchiria                    | Wagner      |
| Eva              | I maestri cantori di Norimberga | Wagner      |
| Brunilde         | Sigfrido                        | Wagner      |